# 다문화 가정
다문화 가정 또는 다문화 가족은 서로 다른 국적과 문화의 남녀의 국제결혼을 통해 만들어진 가정이나 그런 사람들이 포함된 가정을 널리 의미하는 말이다.
대한민국의 다문화 가정은 많은 혜택을 받을 수 있으며, 사회적응 지원, 교육 지원, 기초생활보장 지원, 주택 지원, 대출 지원, 통신비 할인 혜택을 받을 수 있다.

## 같이 보기
- 다문화주의
- 문화상대주의
- 반세계화 운동
- 카운터컬처
- 국제결혼
- 민족간 결혼